# Улица Семьи Бунге
Улица Семьи Бунге (до 2022 года — Якутская улица) (укр. Вулиця Родини Бунґе) — улица в Святошинском районе города Киева, исторически сложившаяся местность Южноборщаговский жилой массив. Пролегает от улицы Пшеничная до улицы 9 Мая.
Нет примыкающих улиц.

## История
Новая улица возникла в 1960-е. В 1970-1980-е годы была расширена и продлена до современных размеров.
27 декабря 1971 года Новая улица жилого массива Никольская Борщаговка в Октябрьском районе была переименована на Якутская улица — в честь Якутии, согласно Решению исполнительного комитета Киевского городского Совета депутатов трудящихся № 2061 «Про наименование и переименвоание улиц г. Киева» ( «Про найменування та перейменування вулиць м. Києва»).
В процессе дерусификации городских объектов, 28 октября 2022 года улица получила современное название — в честь семьи Бунге.

## Застройка
Улица пролегает в юго-восточном направлении. Парная и непарная стороны улицы заняты территориями промышленных и коммунальных (трамвайное депо) предприятий, складами и базами.
Учреждения:
1. дом № 9 — завод специальных железобетонных изделий